# Carlo Giuseppe Imbonati

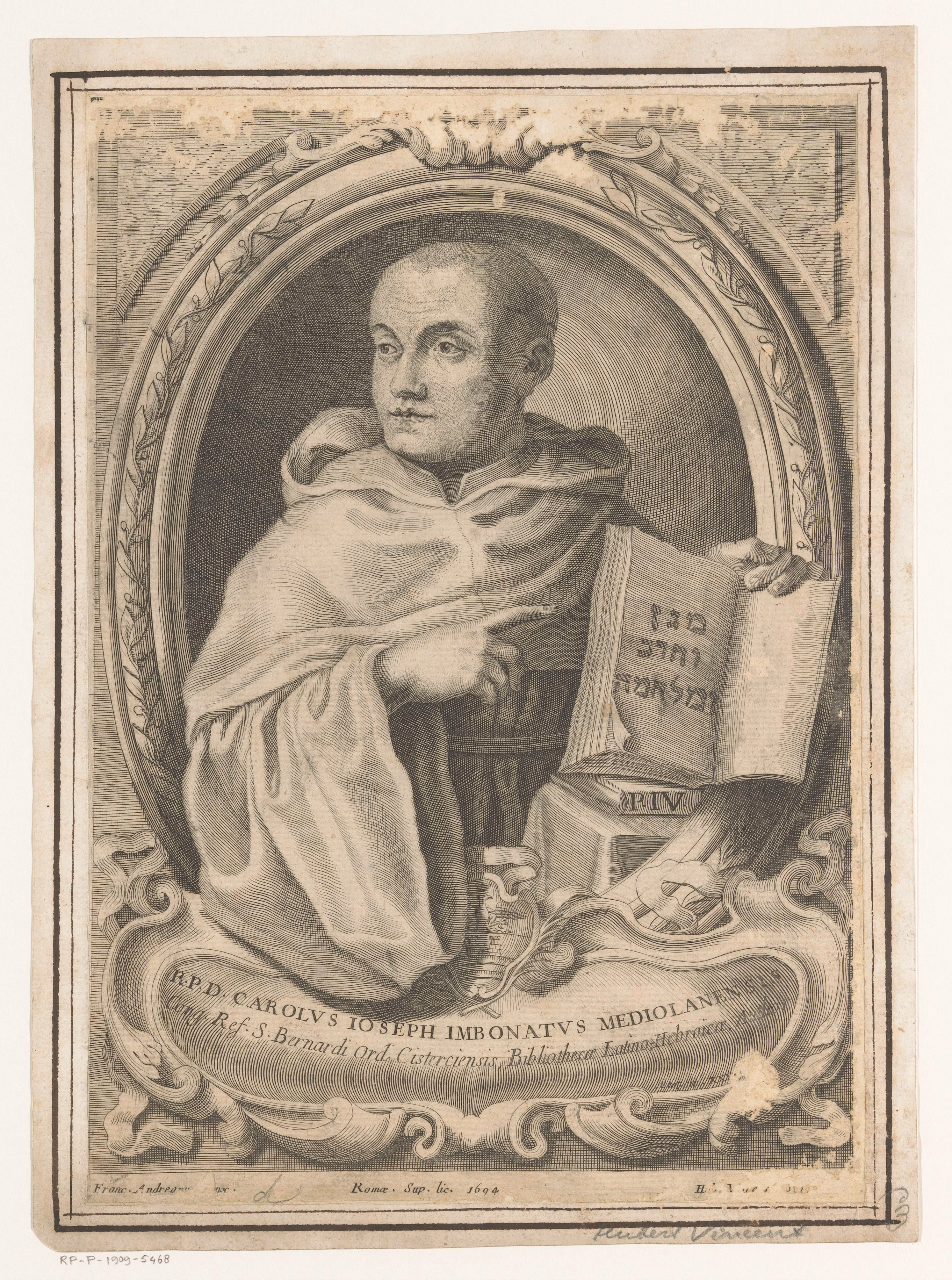
Carlo Giuseppe Imbonati

Carlo Giuseppe Imbonati (Imbonatus) war ein Zisterziensermönch, Abt und Gelehrter, der in der zweiten Hälfte des 17. Jahrhunderts wirkte. Er war Orientalist, Biograph und Theologe.

## Leben
Imbonati wurde in Mailand geboren. Er lehrte Theologie und Hebräisch in Rom. Das Datum seines Todes ist ungewiss. Die letzten Hinweise auf ihn stammen von 1696.

## Werke
Imbonati war Schüler und Mitarbeiter des Zisterziensers Giulio Bartolocci, dem Herausgeber der Bibliotheca magna rabbinica. Nach dem Tode Bartoloccis vollendete Imbonati den vierten Band der Biblioteca, den er 1693 in Rom herausgab. Dieses Werk diente als Grundlage für Johann Christoph Wolfs Bibliotheca hebræa und andere Werke. Imbonati war auch der Herausgeber eines fünften Zusatzbandes mit dem Titel Bibliotheca latino-hebraica, sive de Scriptoribus latinis, qui ex diversis nationibus contra Judaeos vel de re hebraica utcumque scripsere (Rom, 1694). Dieser Band enthält auch eine „Chronologie der Heiligen Schrift“, sowie Abhandlungen über den Messias und über die göttliche und menschliche Natur Christi, die auf verschiedenen hebräischen, griechischen und lateinischen Schriften basieren. Imbonatis Chronicon Tragicum, sive de eventibus tragicis Principum (Rom, 1696) war eine dem Kardinal Coelestin Sfondrati O.S.B. gewidmete Lehrschrift. Der dem Werk vorangestellte Widmungsbrief ist mit San Bernardo alle Terme, dem Zisterzienserkloster in den Diokletiansthermen in Rom, adressiert und mit 1. April 1696 datiert. Nach diesem Datum sind keine Hinweise auf Imbonati mehr bekannt.